# Aokigahara
Aokigahara (青木ヶ原?), conosciuta anche col nome di Jukai (樹海? in giapponese letteralmente "mare di alberi"), è una foresta di 35 km² situata alla base nord-occidentale del Fuji in Giappone.

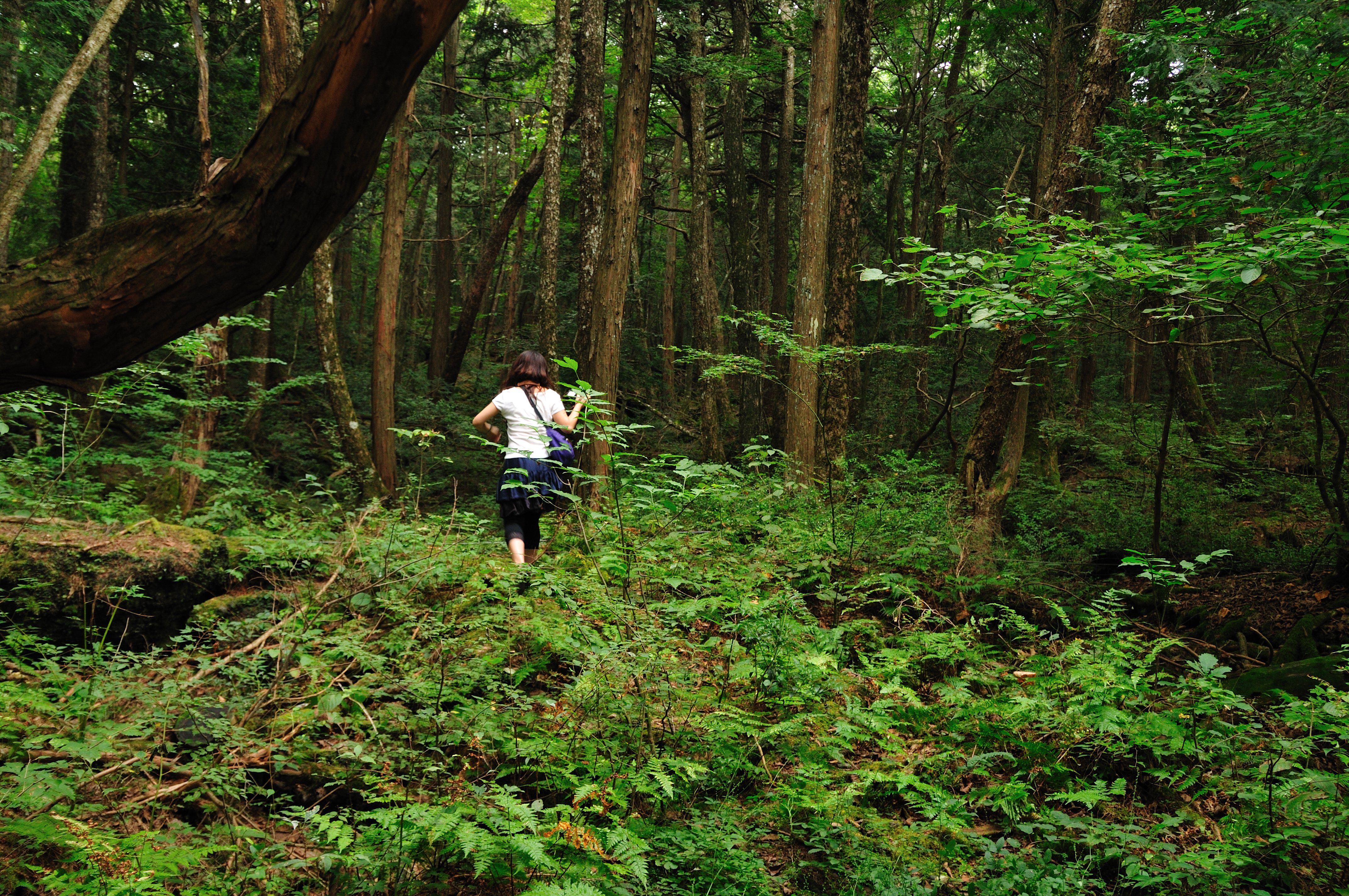
La fitta vegetazione della foresta di Aokigahara

La foresta è composta in gran parte da rocce laviche, caverne di ghiaccio, fitti alberi e arbusti, che frenando l'azione del vento rendono la foresta particolarmente silenziosa. È inoltre tristemente conosciuta in Giappone e nel mondo per essere teatro di numerosi suicidi, 54 commessi nel solo 2010, nonostante la presenza di tanti cartelli, in giapponese e in inglese, che invitano le persone a riconsiderare le proprie intenzioni.

## Geografia

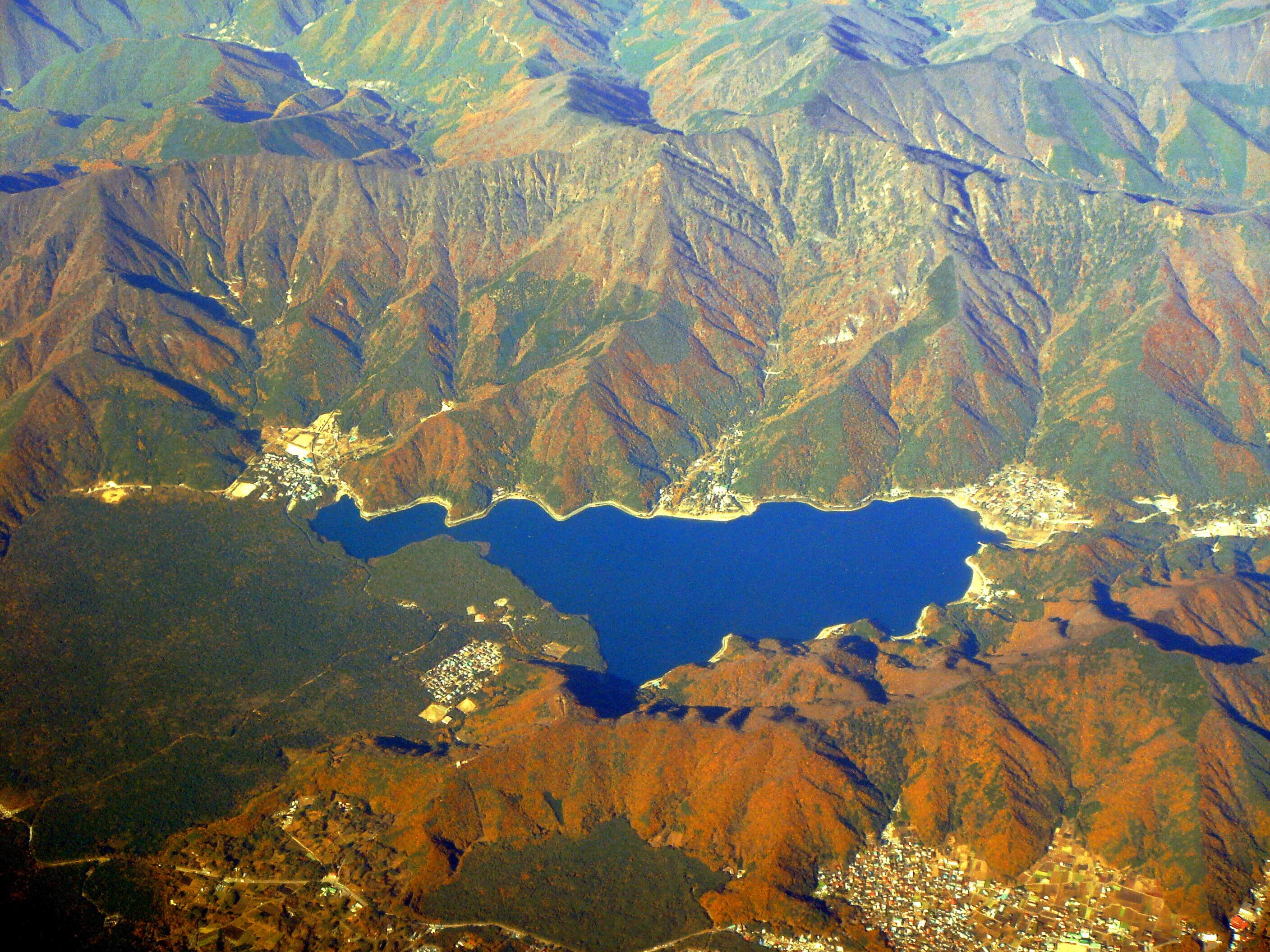
Veduta aerea del lago Sai e di Aokigahara (in basso a sinistra)

Aokigahara si estende per circa 3000 ettari ai piedi del monte Fuji. Si formò dopo l'eruzione del monte Nagaoyama, un vulcano parassita del Fuji nell'anno 864. Il flusso di lava ha creato un terreno cavernoso caratterizzato da una fitta vegetazione, costituita principalmente da boschi di conifere come la Tsuga sieboldii e cipressi, alberi decidui come la quercia giapponese (Quercus crispula) e numerosi arbusti come il fiore della neve giapponese.
Essa appare all'occhio del visitatore quasi inaccessibile, dando la percezione a coloro che si addentrano nei suoi sentieri di non trovare più la via d'uscita. Questo ha reso il luogo molto popolare tra le persone determinate a porre fine alla loro vita in solitudine.
Nonostante questo, è meta gradita di escursionisti, ciclisti e amanti dell'avventura. Per ritrovare la strada del ritorno, essi segnano il loro percorso con nastro adesivo, tecnica poco gradita ai ranger che si occupano della protezione del parco. Infatti la foresta per buona parte è zona protetta, dove è vietato danneggiare la vegetazione.

## Suicidi
La foresta è il luogo in cui si verifica il numero maggiore di suicidi in Giappone, al secondo posto nel mondo dopo il Golden Gate Bridge a San Francisco. Le statistiche variano di anno in anno, ma è documentato il fatto che, partendo dal 1950, si sono verificati circa 30 suicidi all'anno.

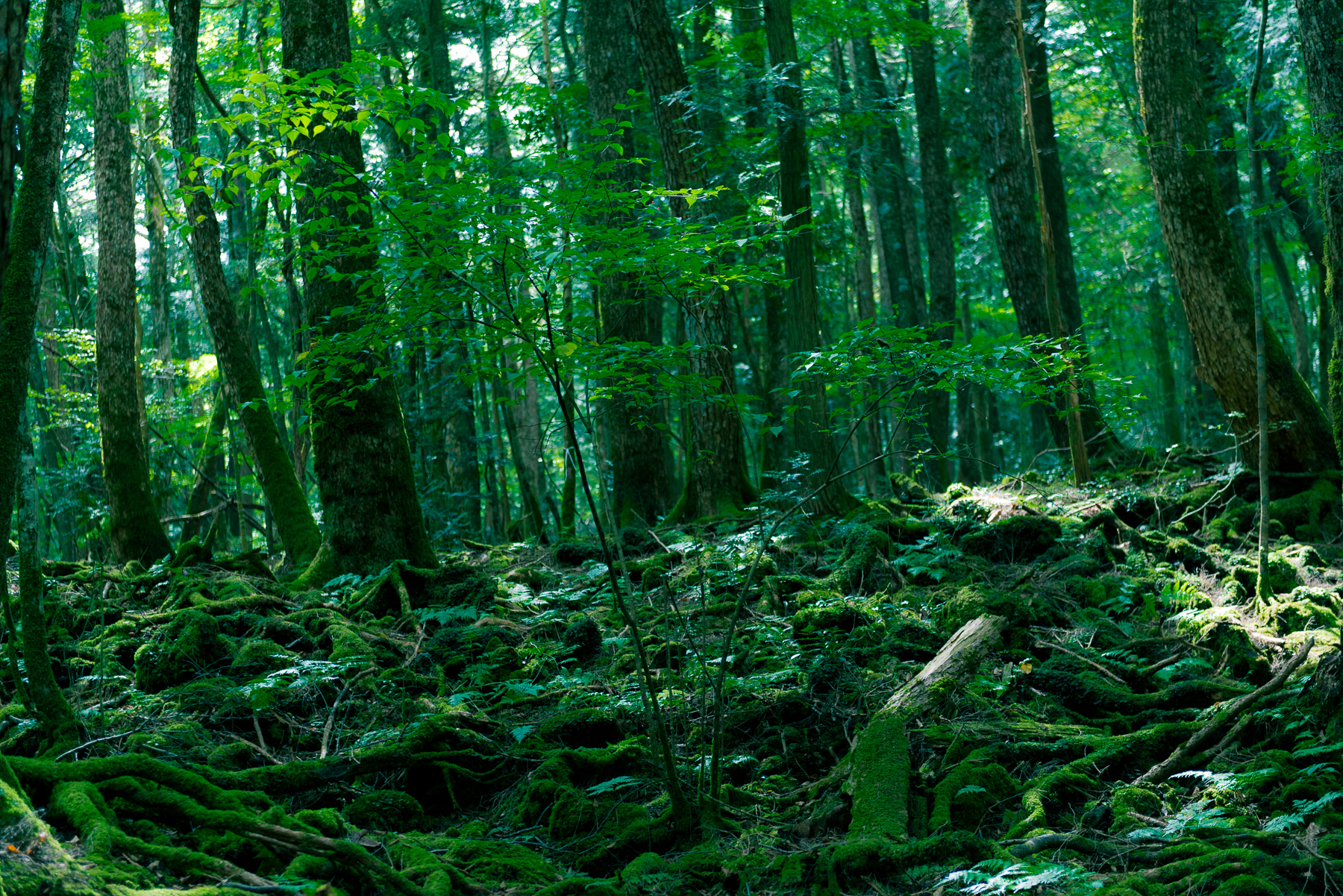
Aokigahara nel 2012

Nel 2002 nella foresta sono stati ritrovati 78 corpi, superando il record di 74 del 1998. Nel 2003 il numero è salito a 105 e da allora il governo locale ha smesso di rendere note le statistiche nel tentativo di non danneggiare l'immagine di Aokigahara associandola al suicidio. Nel 2004 nella foresta si sono uccise 108 persone; nel 2010 hanno tentato il suicidio 247 persone, di cui 54 hanno compiuto l'atto.
Le statistiche indicano l'apice dei suicidi nel mese di marzo, la fine dell'anno fiscale in Giappone, riconducendo la maggior parte dei gesti estremi a ragioni economiche. A partire dal 2011 i mezzi più usati per togliersi la vita sono l'impiccamento e l'overdose da farmaci.
L'alto tasso di suicidi ha portato i funzionari a posizionare nella foresta cartelli in giapponese e in inglese che invitano coloro che vi si sono recati per suicidarsi a chiedere aiuto a specialisti. Dal 1970 si è costituita una speciale ronda, composta da ufficiali di polizia, volontari e giornalisti, addetta alla ricerca e alla rimozione dei corpi.
Il luogo deve la sua popolarità al romanzo del 1960 Nami no tō (波の塔?) di Seichō Matsumoto che narra le vicende di due amanti che finiscono entrambi suicidi nella foresta. Tuttavia i suicidi sembra siano cominciati già prima della pubblicazione del romanzo, col nome di Aokigahara associato ai suicidi già dal XIX secolo, quando gli ubasute (letteralmente "abbandono di una donna anziana") andavano a morire nella foresta, trasformandosi in yūrei ("spiriti arrabbiati") che ancora si dice infestino l'area.
Nel 2017 Aokigahara ha ricevuto l'attenzione dell'opinione pubblica in seguito al caricamento di un video, poi rimosso, da parte dello youtuber Logan Paul, in cui reagiva alla scoperta del cadavere di un uomo che qui si era impiccato ridendo.

## Nella cultura di massa
- Nel film del 2013 Grave Halloween una giovane donna si reca a Aokigahara con degli amici per ritrovare il corpo di sua madre, una biologa scomparsa nella foresta.
- Nel videogioco uscito per Wii U nel 2014 Project Zero Maiden of Blackwater la trama si svolge in maggior parte nella foresta dei suicidi.
- Il secondo album in studio della band post-black metal austriaca Harakiri for the Sky, uscito nel 2014, viene intitolato Aokigahara.
- Nel film del 2015 La foresta dei sogni (The Sea of Trees), diretto da Gus Van Sant, un uomo statunitense (interpretato da Matthew McConaughey) si reca a Aokigahara per togliersi la vita, e lì incontra un uomo giapponese con le stesse intenzioni.
- Nel film del 2016 Jukai - La foresta dei suicidi (The Forest) una ragazza (interpretata da Natalie Dormer) viaggia fino a Aokigahara per ritrovare la sorella gemella.
- Parte della seconda puntata del documentario di Netflix Dark Tourist (2018) si svolge nella foresta di Aokigahara.
- La canzone Electric Twilight della band metalcore americana Erra prende ispirazione dalla foresta di Aokigahara e la cita esplicitamente.[20]
- Aokigahara è il titolo di una canzone del duo rap statunitense Suicideboys contenuta nel loro EP Grey Sheep II (2016).[21]